# Rishengchang

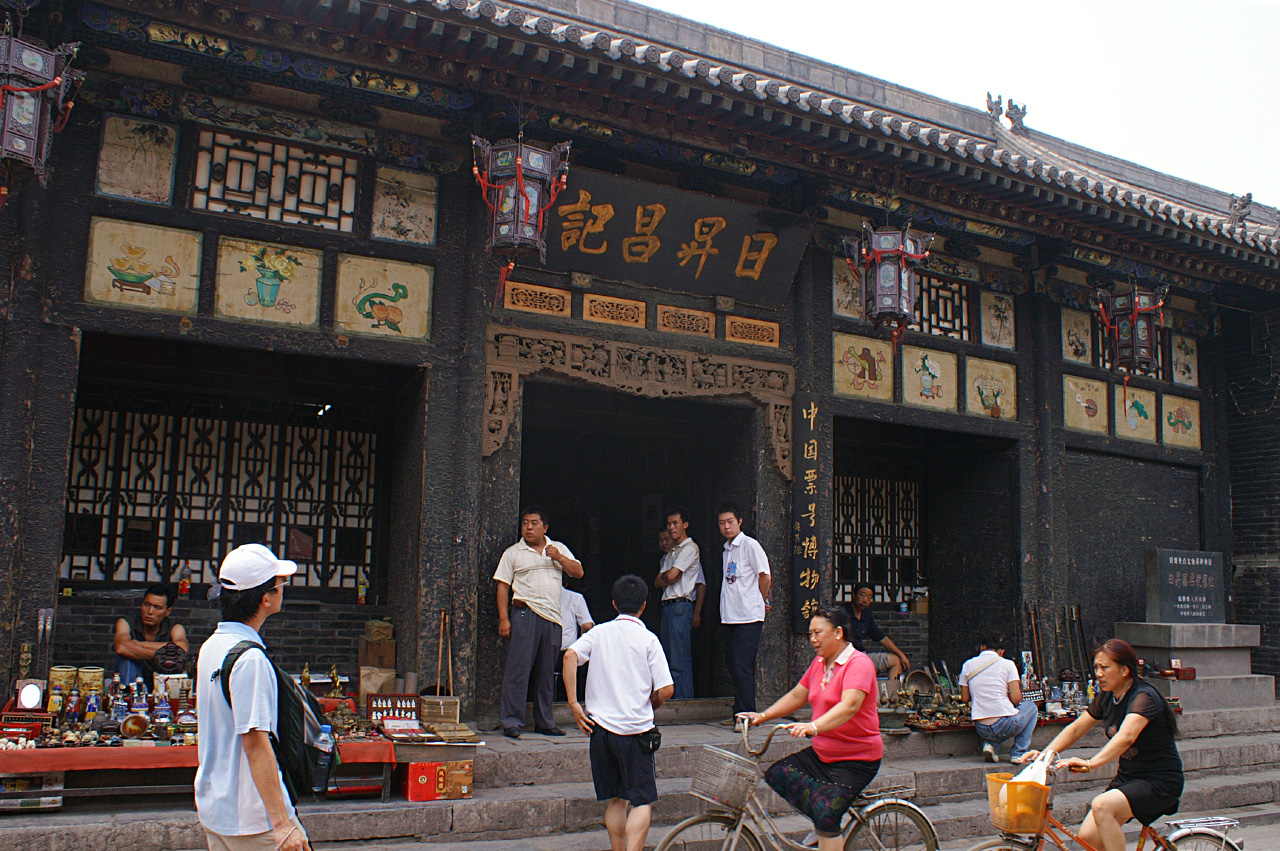
Gebäude der Rishengchang-Bank in Pingyao

Das Rishengchang-Geldinstitut (chinesisch 日昇昌票號 / 日升昌票号, Pinyin Rishengchang piaohao, englisch Rishengchang Exchange Shop) in der Stadt Pingyao (平遥), Provinz Shanxi, China, war eines der ersten Geldhäuser (piaohao) in der chinesischen Geschichte. Es wurde 1823 gegründet und zählt zu den sogenannten Shanxi-Banken (Shanxi piaohao). Über diese Bank liefen zum ersten Mal Geldüberweisungen. Die mit einem zunehmenden Netz von Filialen operierende Bank bestand bis zum Ende der Qing-Dynastie und wickelte nicht nur Geschäfte in China, sondern auch in ganz Ostasien ab.
Das ehemalige Geldinstitut ist heute ein Museum und steht seit 2006 auf der Liste der Denkmäler der Volksrepublik China (6-484).